# Zalipie Dolne (gmina)
Zalipie Dolne (od 1973 Platerówka) – dawna gmina wiejska istniejąca w latach 1945–1954 w woj. wrocławskim (dzisiejsze woj. dolnośląskie). Siedzibą władz gminy było Zalipie Dolne (od 1962 nazwa Platerówka).
Gmina Zalipie Dolne powstała po II wojnie światowej na terenie tzw. Ziem Odzyskanych (tzw. II okręg administracyjny – Dolny Śląsk). 28 czerwca 1946 gmina – jako jednostka administracyjna powiatu lubańskiego – weszła w skład nowo utworzonego woj. wrocławskiego.
Według stanu z 1 lipca 1952 gmina składała się z 6 gromad: Grabiszyce Dolne, Grabiszyce Górne, Grabiszyce Średnie, Przylasek, Zalipie Dolne i Zalipie Górne. Gmina została zniesiona 29 września 1954 wraz z reformą wprowadzającą gromady w miejsce gmin. Jednostkę przywrócono 1 stycznia 1973 wraz z kolejną reformą reaktywującą gminy, lecz pod nazwą gmina Platerówka i o innym składzie administracyjnym.